# Вашичек, Олдржих Альфонс
Олдржих Альфонс Вашичек (чеш. Oldřich Alfons Vašíček; род. 1942) — чешский математик, широко известный своими работами в области финансовой математики, один из основателей компании KMV (ныне Moody’s Analytics).

## Биография
Родился в 1942 году.
В 1964 году получил степень магистра в Чешском техническом университете. В 1968 году защитил докторскую диссертацию по теории вероятностей в Карловом университете.
В 1969 году переехал в США и поселился в Сан-Франциско. После переезда устроился на работу в научное подразделение банка Wells Fargo. В 1970 банк Wells Fargo выступил спонсором конференции, в которой участвовали Фишер Блэк и Майрон Шоулз, в то время занимающиеся исследованиями в области опционов и оценки их стоимости. Их наработки произвели такое сильное впечатление на Вашичека, что он также начал заниматься исследованиями в этой области.
В 1977 году опубликовал статью в Journal of Financial Economics, описывающую эволюцию так называемой мгновенной процентной ставки в предположении, что она колеблется вокруг некоторого среднего уровня. Математическая модель, описанная в данной статье, позже получила название модели Васичека.
В 1989 году Стивен Килхофер, Джон Маккуон и Олдржих Вашичек создали компанию KMV (названную по первым буквам фамилий её создателей — Kealhofer, McQuown, Vašíček).
В 2002 году компания KMV была продана рейтинговому агентству Moody’s, а в 2007 — переименована в Moody’s Analytics.
Опубликовал более 30-ти статей в математических и финансовых журналах. Обладатель множества наград и премий (см. Награды).
Играет на флейте, заядлый виндсерфингист.

## Награды
- В 2000-м году журнал The Derivatives Strategy внёс его имя в Зал Славы.[3]
- В 2002-м году его имя было внесено Зал Славы Fixed Income Analysts Society.[4]
- Также в 2002-м году ему была вручена награда Lifetime Achievement Award по версии журнала Risk.[5]
- В 2004-м году Международная ассоциация финансовых инженеров (IAFE) присвоила ему звание финансового инженера года.[6]
- Его работа «Probability of Loss on Loan Portfolio» (1987) была в включена в список 19-ти наиболее влиятельных исследований в области деривативов и финансовой математики.[7]